# Alan Virginius
Alan Virginius (Soisy-sous-Montmorency, 3 gennaio 2003) è un calciatore francese, attaccante dello Young Boys.

## Carriera

### Club
Cresciuto nel settore giovanile del Sochaux, il 6 luglio 2020 firma il primo contratto professionistico con i gialloblù, di durata triennale. Il 5 dicembre seguente segna la prima rete in carriera, in occasione della partita di campionato pareggiata per 1-1 contro il Nancy, diventando così il più giovane marcatore della stagione di Ligue 2.
Il 17 agosto 2022 viene acquistato dal Lilla, con cui si lega fino al 2027.

### Nazionale
Il suo percorso nella nazionali giovanili inizia debuttando con l'Under-16. Successivamente è stato convocato con l'Under-17 e l'Under-19, con cui è arrivato terzo all'europeo di categoria.
Il 10 maggio 2023 è stato incluso dal selezionatore Landry Chauvin nella lista dei convocati della nazionale Under-20 per partecipare al Mondiale di categoria in Argentina.

## Statistiche

### Presenze e reti nei club
Statistiche aggiornate al 14 aprile 2025.
| Stagione        | Squadra         | Campionato      | Campionato | Campionato | Coppe nazionali | Coppe nazionali | Coppe nazionali | Coppe continentali | Coppe continentali | Coppe continentali | Altre coppe | Altre coppe | Altre coppe | Totale | Totale |
| Stagione        | Squadra         | Comp            | Pres       | Reti       | Comp            | Pres            | Reti            | Comp               | Pres               | Reti               | Comp        | Pres        | Reti        | Pres   | Reti   |
| --------------- | --------------- | --------------- | ---------- | ---------- | --------------- | --------------- | --------------- | ------------------ | ------------------ | ------------------ | ----------- | ----------- | ----------- | ------ | ------ |
| 2020-2021       | Sochaux         | L2              | 15         | 3          | CF              | 1               | 0               | -                  | -                  | -                  | -           | -           | -           | 16     | 3      |
| 2021-2022       | Sochaux         | L2              | 31+2       | 5          | CF              | 1               | 0               | -                  | -                  | -                  | -           | -           | -           | 34     | 5      |
| Totale Sochaux  | Totale Sochaux  | Totale Sochaux  | 46+2       | 8          |                 | 2               | 0               |                    | -                  | -                  |             | -           | -           | 50     | 8      |
| 2022-2023       | Lilla           | L1              | 15         | 1          | CF              | 3               | 0               | -                  | -                  | -                  | -           | -           | -           | 18     | 1      |
| 2023-gen. 2024  | Lilla           | L1              | 2          | 0          | -               | -               | -               | UECL               | 3                  | 0                  | -           | -           | -           | 5      | 0      |
| Totale Lilla    | Totale Lilla    | Totale Lilla    | 17         | 1          |                 | 3               | 0               |                    | 3                  | 0                  |             | -           | -           | 23     | 1      |
| gen.-giu. 2024  | Clermont Foot   | L1              | 14         | 0          | CF              | 1               | 0               |                    | -                  | -                  | -           | -           | -           | 15     | 0      |
| 2024-2025       | Young Boys      | SL              | 26         | 2          | CS              | 4               | 4               | UCL                | 8                  | 1                  | -           | -           | -           | 38     | 7      |
| Totale carriera | Totale carriera | Totale carriera | 105        | 11         |                 | 10              | 4               |                    | 11                 | 1                  |             | -           | -           | 126    | 16     |